# Bad Aussee
Bad Aussee ist eine Kurstadt mit 4988 Einwohnern (Stand 1. Jänner 2025) in der Steiermark, im steirischen Salzkammergut, Bezirk Liezen und Gerichtsbezirk Liezen. Bad Aussee gilt als der Hauptort des Ausseerlandes.

## Geographie
Bad Aussee liegt am Zusammenfluss der Quellflüsse der Traun und verdankt seine Entstehung dem Salzbergwerk bei Altaussee und den damit verbundenen Salinen (noch vor 1300). Bad Aussee ist mit Oberösterreich über zwei Pässe verbunden, den Pötschenpass und den Koppenpass. Bad Aussee bezeichnet sich historisch als geografischer Mittelpunkt Österreichs (dargestellt durch den Mittelpunktstein im Stadtkurpark), was aber durch moderne Berechnungsmethoden inzwischen widerlegt wurde. Im Gemeindegebiet liegt der Sommersbergsee.

### Klima
|                        | Jan  | Feb  | Mär  | Apr  | Mai  | Jun  | Jul  | Aug  | Sep  | Okt  | Nov  | Dez  |   |      |
| Mittl. Temperatur (°C) | −2,7 | −1,2 | 2,7  | 7,5  | 12,8 | 15,6 | 17,6 | 16,9 | 12,7 | 8,4  | 2,6  | −1,4 | ⌀ | 7,7  |
| Mittl. Tagesmax. (°C)  | 1,8  | 4,4  | 8,9  | 14,2 | 19,6 | 22,0 | 24,3 | 23,8 | 19,4 | 15,0 | 7,2  | 2,3  | ⌀ | 13,6 |
| Mittl. Tagesmin. (°C)  | −5,9 | −4,7 | −1,1 | 2,4  | 7,2  | 10,3 | 12,2 | 12,1 | 8,6  | 4,6  | −0,3 | −4,1 | ⌀ | 3,5  |
|                        |      |      |      |      |      |      |      |      |      |      |      |      |   |      |
| Niederschlag (mm)      | 107  | 97   | 130  | 85   | 123  | 174  | 208  | 179  | 144  | 93   | 107  | 119  | Σ | 1566 |
|                        |      |      |      |      |      |      |      |      |      |      |      |      |   |      |
| Luftfeuchtigkeit (%)   | 74,1 | 63,7 | 58,9 | 51,7 | 50,8 | 55,0 | 53,9 | 55,2 | 58,1 | 58,7 | 71,6 | 79,5 | ⌀ | 60,9 |

| −5,9 |

| −4,7 |

| −1,1 |

| 2,4 |

| 7,2 |

| 10,3 |

| 12,2 |

| 12,1 |

| 8,6 |

| 4,6 |

| −0,3 |

| −4,1 |

| −5,9 |

| −4,7 |

| −1,1 |

| 2,4 |

| 7,2 |

| 10,3 |

| 12,2 |

| 12,1 |

| 8,6 |

| 4,6 |

| −0,3 |

| −4,1 |

### Gemeindegliederung
Das Gemeindegebiet umfasst elf Ortschaften (in Klammern Einwohnerzahl Stand 1. Jänner 2025):
- Anger (438)
- Bad Aussee (1008)
- Eselsbach (446)
- Gallhof (298) samt Au, Gruben und Weißenbach
- Gschlößl (150) samt Radling
- Lerchenreith (972) samt Egg
- Obertressen (632) samt Hanischbühel, Praunfalk und Vorwerk
- Reitern (334) samt Voglbichl und Wald
- Reith (305) samt Hintenkogl
- Sarstein (143) samt Ischlberg und Sommersberg
- Unterkainisch (262) samt Sießreith

Die Gemeinde besteht aus vier Katastralgemeinden (Fläche Stand 31. Dezember 2023):
- Bad Aussee (78,23 ha)
- Obertressen (295,82 ha)
- Reitern (1.659,9 ha)
- Straßen (6.169,02 ha)

### Nachbargemeinden
|                | Altaussee                                   | Grundlsee       |
| Bad Goisern OÖ | Kompassrose, die auf Nachbargemeinden zeigt | Bad Mitterndorf |
| Obertraun OÖ   | Gröbming                                    |                 |

## Geschichte

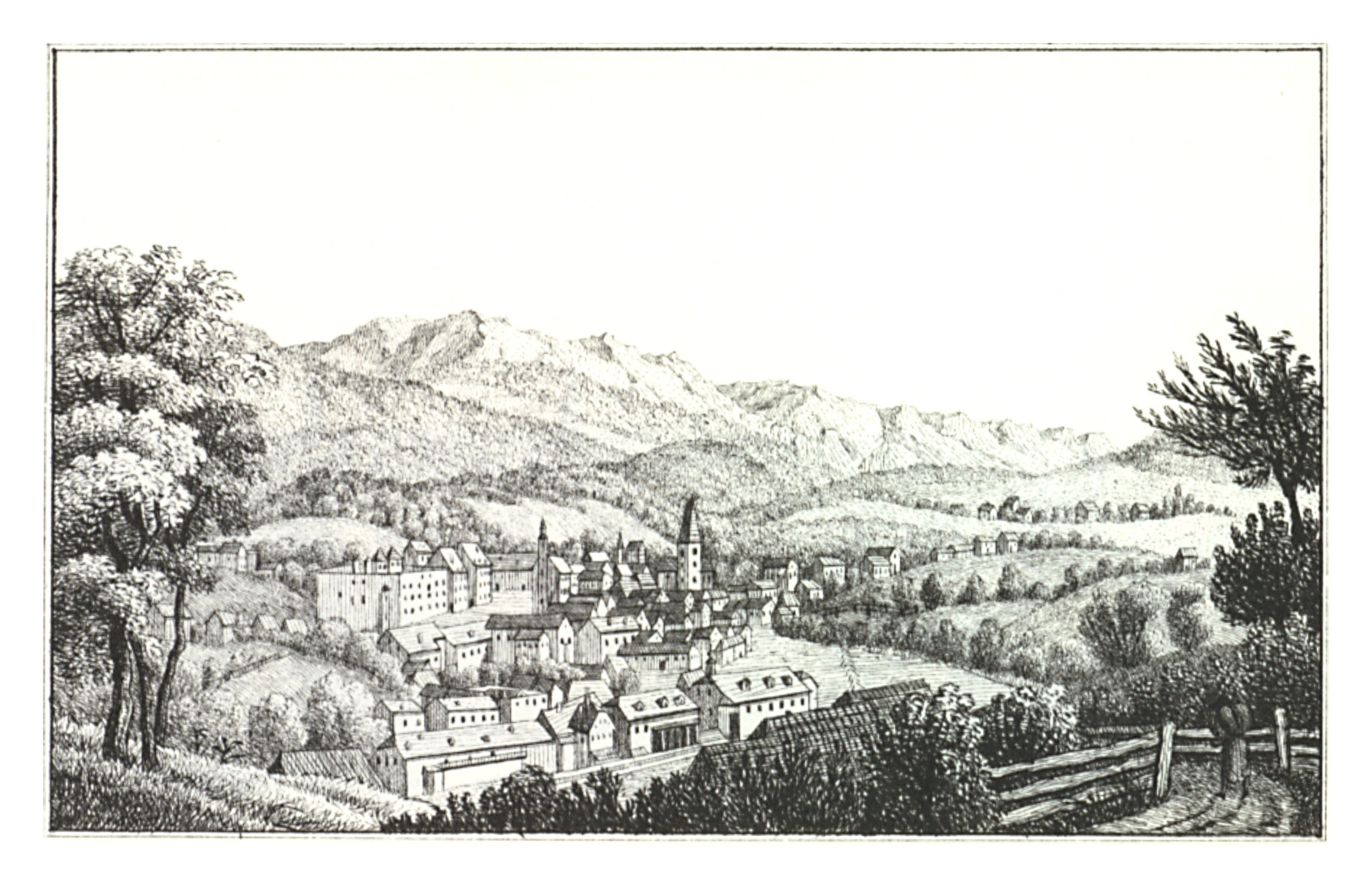
Der Ort um 1830, Maria Susanna Laimer, Lith. Anstalt J.F. Kaiser, Graz

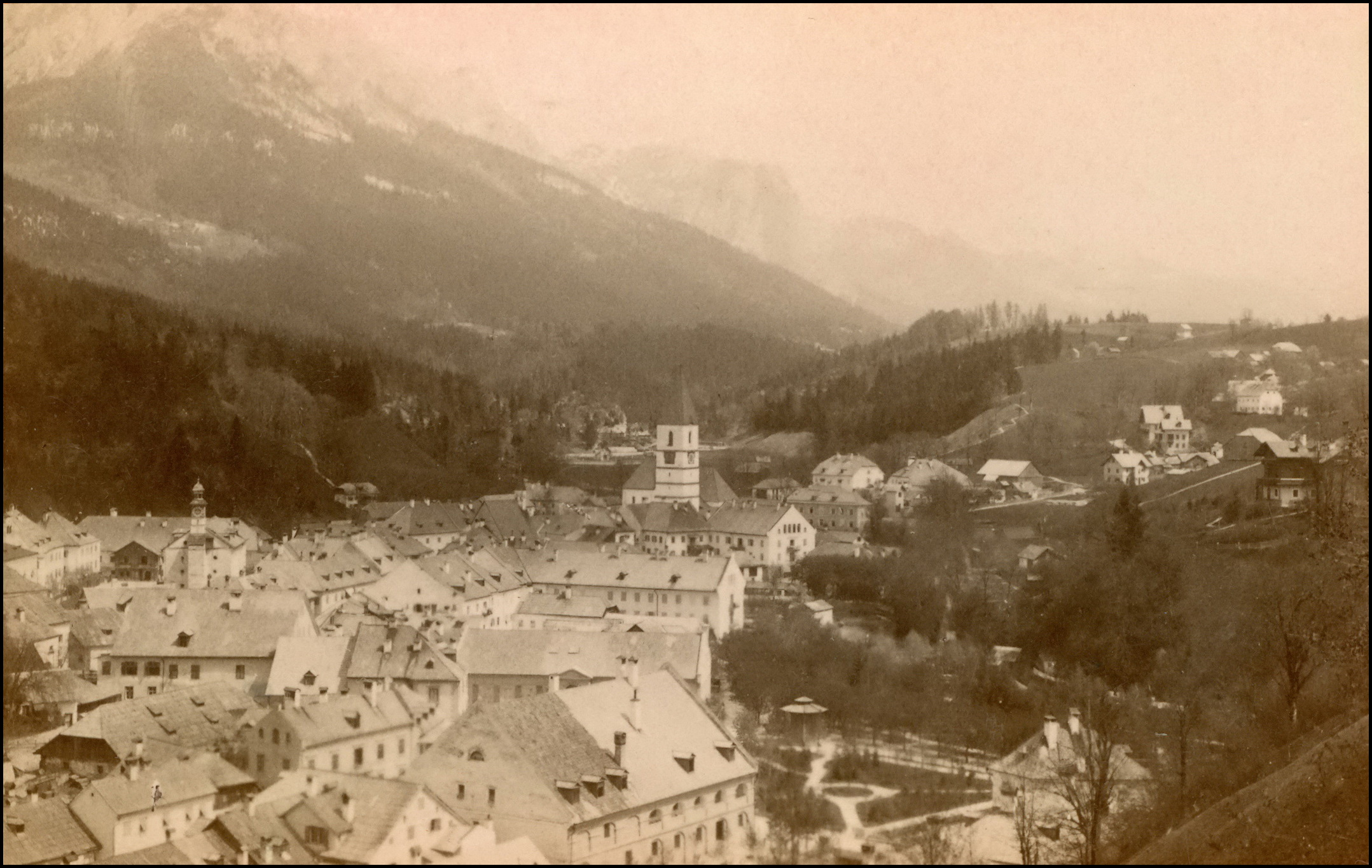
Ortszentrum von Bad Aussee 1892

Die erste urkundliche Nennung des Namens erfolgte im Jahr 1246 als „Awse“, 1310 ist „Úzsê“ bezeugt. Der Name geht wohl auf das slawische Wort für Mündung zurück (slowenisch ustje). Es münden hier die Altausseer und die Grundlseer Traun in die Kainisch-Traun. Bis ins 15. Jahrhundert war das Salzkammergut samt Aussee und dem Ausseerland direktes Eigentum des Kaisers (Kammergut). Durch einen Streit bezüglich des Salzabbaus kam das Ausseerland an die Steiermark. Eine Religions-Reformations-Kommission setzte im protestantisch gewordenen Ausseerland ab 1599 die Gegenreformation durch.
1850 erfolgte die Errichtung eines k.k. Bezirksgerichtes, Steueramtes und Gendarmeriepostens. 1868 wurde Aussee zum Kurort erklärt, 1877 folgte die Eröffnung der Salzkammergutbahn. 1911 erhielt Aussee den Titel „Bad“.
Während der Zeit des Nationalsozialismus wurde das Ausseerland in die Verwaltungseinheit Reichsgau Oberdonau (Oberösterreich) ausgegliedert. 1942 wurden die bisher selbständigen Gemeinden Reitern und Strassen sowie der Ortsteil Obertressen der Gemeinde Grundlsee zu Bad Aussee eingemeindet.
Am 1. Juli 1948 kam der Ort zurück an die Steiermark. Mit Beschluss der Steirischen Landesregierung vom 22. November 1993 erfolgte 1994 die Stadterhebung. Die zahlreichen Villen der Region, die meisten von ihnen wurden im 19. Jahrhundert erbaut, zeugen vom Reichtum des steirischen Salzkammerguts.
Die Stadt wurde zur Alpenstadt des Jahres 2010 gekürt.
Bad Aussee hatte aufgrund des traditionellen Status als Handelsstadt, den topographischen Bedingungen und auch den Eigenheiten seiner Bevölkerung eine besondere Stelle in der staatlichen Verwaltung. So war in Bad Aussee im 19. und im 20. Jahrhundert ein Finanzamt ansässig, bis 2005 auch eine eigene Gerichtsbarkeit in Form des Bezirksgerichtes Bad Aussee. Im Zuge der Einführung der Bezirksverwaltungsbehörden wurde 1872 die Expositur Bad Aussee der Bezirkshauptmannschaft Gröbming gegründet. Mit der Rückgliederung des Ausseerlandes zur Steiermark wurde die Expositur Bad Aussee der Bezirkshauptmannschaft Liezen unterstellt, bis sie 2011 aufgelöst wurde (womit auch das Kfz-Kennzeichen BA ausgelaufen ist). Seither wird nur noch ein Bürgerservice als Außenstelle der Bezirkshauptmannschaft Liezen in Bad Aussee geführt.

### Bevölkerungsentwicklung
| Bad Aussee: Einwohnerzahlen von 1869 bis 2021 | Bad Aussee: Einwohnerzahlen von 1869 bis 2021 | Bad Aussee: Einwohnerzahlen von 1869 bis 2021 | Bad Aussee: Einwohnerzahlen von 1869 bis 2021 | Bad Aussee: Einwohnerzahlen von 1869 bis 2021 |
| --------------------------------------------- | --------------------------------------------- | --------------------------------------------- | --------------------------------------------- | --------------------------------------------- |
| Jahr                                          |                                               |                                               |                                               | Einwohner                                     |
| 1869                                          | 1869                                          |                                               | 3.332                                         | 3.332                                         |
| 1880                                          | 1880                                          |                                               | 3.631                                         | 3.631                                         |
| 1890                                          | 1890                                          |                                               | 4.129                                         | 4.129                                         |
| 1900                                          | 1900                                          |                                               | 4.686                                         | 4.686                                         |
| 1910                                          | 1910                                          |                                               | 4.607                                         | 4.607                                         |
| 1923                                          | 1923                                          |                                               | 4.682                                         | 4.682                                         |
| 1934                                          | 1934                                          |                                               | 4.603                                         | 4.603                                         |
| 1939                                          | 1939                                          |                                               | 4.378                                         | 4.378                                         |
| 1951                                          | 1951                                          |                                               | 5.416                                         | 5.416                                         |
| 1961                                          | 1961                                          |                                               | 5.144                                         | 5.144                                         |
| 1971                                          | 1971                                          |                                               | 5.050                                         | 5.050                                         |
| 1981                                          | 1981                                          |                                               | 5.037                                         | 5.037                                         |
| 1991                                          | 1991                                          |                                               | 5.058                                         | 5.058                                         |
| 2001                                          | 2001                                          |                                               | 5.086                                         | 5.086                                         |
| 2011                                          | 2011                                          |                                               | 4.879                                         | 4.879                                         |
| 2014                                          | 2014                                          |                                               | 4.779                                         | 4.779                                         |
| 2021                                          | 2021                                          |                                               | 4.911                                         | 4.911                                         |
| Datenquelle: Statistik Austria.               |                                               |                                               |                                               |                                               |

## Politik
Der Gemeinderat hat 21 Mitglieder.

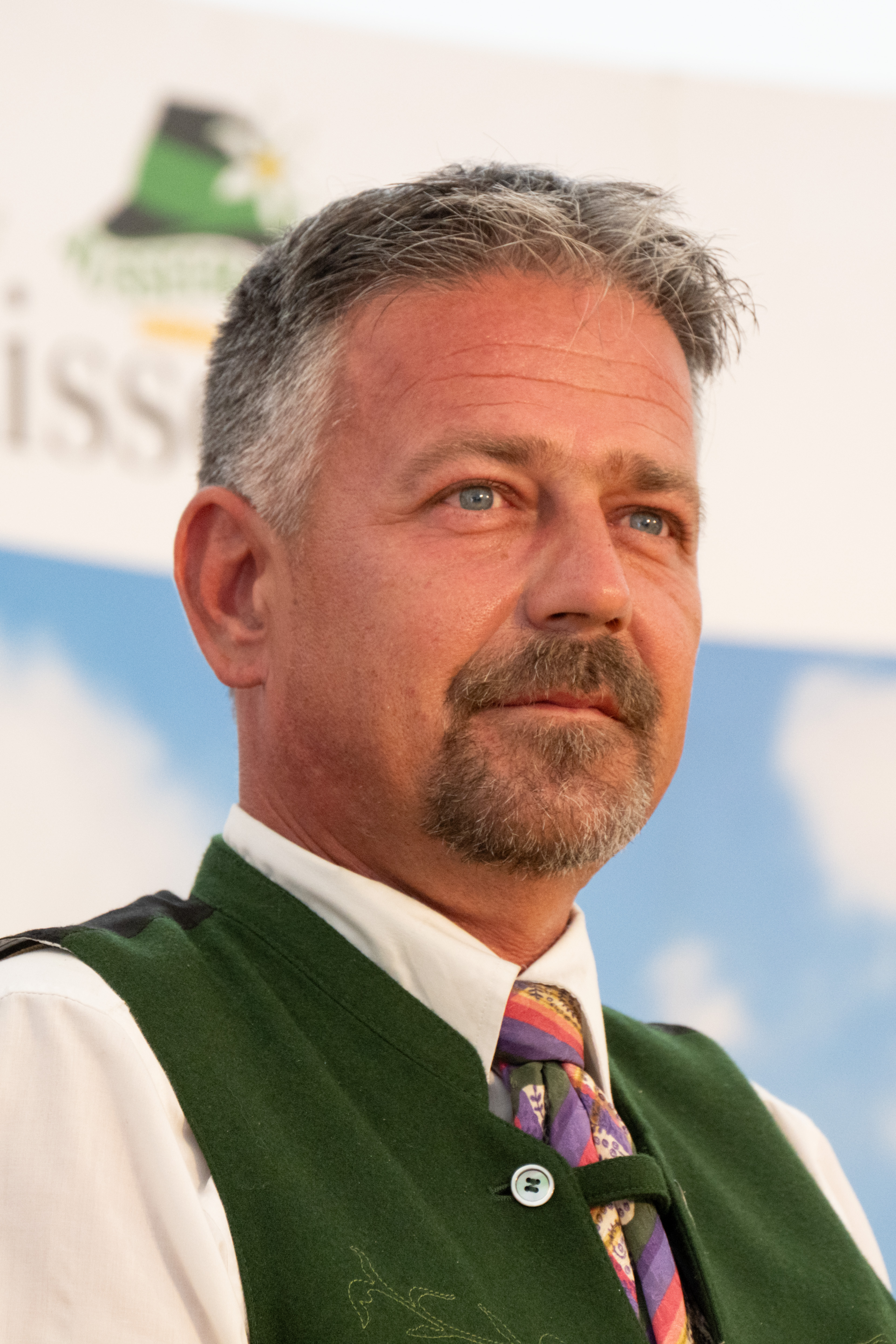
Bürgermeister Thomas Schönauer (2025)

- Mit den Gemeinderatswahlen in der Steiermark 2000 hatte der Gemeinderat folgende Verteilung: 14 SPÖ, 9 ÖVP, 1 FPÖ und 1 Grüne. (25 Mitglieder)
- Mit den Gemeinderatswahlen in der Steiermark 2005 hatte der Gemeinderat folgende Verteilung: 16 SPÖ, 8 ÖVP, und 1 Narren & Visionäre.[6] (25 Mitglieder)
- Mit den Gemeinderatswahlen in der Steiermark 2010 hatte der Gemeinderat folgende Verteilung: 12 SPÖ, 10 ÖVP, 2 FPÖ und 1 Grüne.[7] (25 Mitglieder)
- Mit den Gemeinderatswahlen in der Steiermark 2015 hatte der Gemeinderat folgende Verteilung: 12 ÖVP, 6 SPÖ und 3 Grüne.[8]
- Mit den Gemeinderatswahlen in der Steiermark 2020 hat der Gemeinderat folgende Verteilung: 12 ÖVP, 6 SPÖ und 3 Grüne.[9]

### Bürgermeister
- 1975–1990 Erhard Meier (SPÖ)
- 1990–1995 Michael Roithner (SPÖ)
- 1995–2000 Günther Köberl (ÖVP)
- 2000–2013 Otto Marl (SPÖ)[10]
- 2013–2025 Franz Frosch (ÖVP)[11]
- seit 2025 Thomas Schönauer (ÖVP)[12]

### Wappen
Die Verleihung des Gemeindewappens erfolgte mit Wirkung vom 1. Juni 1994.

Blasonierung (Wappenbeschreibung):

„In geteiltem Schild oben in Rot nebeneinander zwei an den Rändern gekerbte goldene Salzkufen, unten in goldgeflutetem Blau ein links schwimmender goldener Saibling.“

### Partnerschaften
- seit 1979: Plaisir im französischen Département Yvelines
- seit 1976: Ludwigshafen-Oppau
- seit 1991: Úsov-Mährisch Aussee

## Wirtschaft und Infrastruktur

### Bildung
Neben einer Volksschule mit musikalischem Schwerpunkt und einer Mittelschule gibt es im Ort ein Oberstufenrealgymnasium (Erzherzog Johann BORG Bad Aussee) sowie eine Höhere Lehranstalt für wirtschaftliche Berufe (HLW Bad Aussee). Das heutige BORG geht auf eine 1950 gegründete private Mittelschule zurück, kam 1964 an die Gemeinde Bad Aussee und ist seit 1978 Bundesschule. Zudem wird am Standort der Mittelschule eine Polytechnischer Lehrgang geführt.
Weiters gibt es eine Musikschule im Ort.
Im Kammerhof gibt es eine öffentliche Bibliothek und Ludothek.

### Gesundheit
Der Ort verfügt über drei Krankenhauseinrichtungen. Das Landeskrankenhaus (LKH) ist ein vollwertiges Spital mit einer Abteilung für Chirurgie und Interne Medizin. Zudem gibt es eine von einem privaten Träger betriebene psychosomatische Klinik und eine als Sonderkrankenanstalt geführte Kuranstalt der Pensionsversicherung.
Durch den Status Kurort gibt es auch eine Kurärztin im Ort. Zudem sind im Ort mehrere Allgemeinmediziner, Zahnärzte und einige Fachärzte ansässig.

### Tourismus
Wesentlicher Wirtschaftsfaktor ist der Tourismus: klassische Sommerfrische, (Kurort seit 1868, Titel „Bad“ seit 1911, Soleheilbad, Grundlsee und Altausseer See) und Wintersport (Schigebiet Loser). Ende Mai findet das Narzissenfest statt, zu dem jährlich circa 25.000 Besucher kommen.
Bad Aussee ist seit jeher vom sanften Tourismus geprägt. Für die gesamte Region kennzeichnend ist die immer größer gewordene Anzahl an Zweitwohnsitzen (so kommt es, dass Bad Aussee circa 2700 Zweitwohnsitze aufweist – auf einen Hauptwohnsitz kommen somit schon 0,5 Zweitwohnsitze).
Die Gemeinde bildet gemeinsam mit Altaussee, Bad Mitterndorf und Grundlsee den Tourismusverband „Ausseerland-Salzkammergut“. Dessen Sitz ist in Bad Aussee.

### Handel und Gewerbe
Bad Aussee gilt im Sinne der Raumplanung als „regionales Nebenzentrum“, da es eine überörtliche Versorgungsfunktion erfüllt. Der Handel ist in erster Linie durch selbstständige Handelsgeschäfte geprägt, die sich fast alle im Ortskern mit überwiegend sehr kleinflächigen Geschäftslokalen präsentieren. Besonderer Schwerpunkt liegt im Bereich Tracht, die vielfach auch vor Ort gewerblich hergestellt wird. Es existieren im Ort noch fast ausgestorbene Gewerbe wie Lederhosenmacher, Dirndlschneider, Schuhmacher, Hutmacher, Stoffdrucker, Goldschmiede oder Uhrmachermeister. Man vermarktet sich auch als „Trachtenhauptstadt“.
Von Ende März bis Ende November findet jeweils donnerstags von 07:00 Uhr bis 12:00 Uhr (wenn Donnerstag ein Feiertag ist alternativ schon am Mittwoch) ein Wochenmarkt am Chlumeckyplatz statt. Dabei bieten Selbstvermarktung aus der Region und dem oberösterreichischen Zentralraum ihre Erzeugnisse an.
Im Ort gibt es eine Vielzahl an Gewerbetreibenden im Dienstleistungsbereich. Zu den bekanntesten zählt der Ausseer Lebkuchen.

### Industrie
Einer der größten Arbeitgeber der Gemeinde ist die Rigips Austria, die in Bad Aussee ihre Österreichzentrale hat.

### Verkehrsinfrastruktur
Bad Aussee liegt an der Salzkammergutstraße B145 (Vöcklabruck – Trautenfels) und ist Startpunkt für Landesstraßen nach Obertraun, Grundlsee und Altaussee.
Am Ortsrand befindet sich mit dem Bahnhof Bad Aussee ein bedeutender Bahnhof der Salzkammergutbahn. Hier gibt es rund alle zwei Stunden Regionalzugverbindungen nach Stainach-Irdning und Attnang-Puchheim. Es gibt täglich eine Schnellzug-Verbindung nach Wien.
Der Ort wird durch fünf Buslinien und einer Bedarfsbuslinie von Postbus erschlossen. Es gibt Buskurse nach Altaussee-Losermaut, Grundlsee/Gößl, Radling (Ortsteil von Bad Aussee), Bad Goisern und Stainach (über Bad Mitterndorf). Zudem verkehrt ein Rufbuskurs zwischen Obertraun und dem Bahnhof Bad Aussee.
In Bad Aussee gibt es mehrere Taxiunternehmen.
Der nächste internationale Flughafen befindet sich in Salzburg.
Im Ort verleihen die beiden Fahrradgeschäfte Fahrräder.

### Medien
Die Regionalzeitung Alpenpost sowie der regionale Fernsehsender „Ausseer Regionalfernsehen“ (ARF) sind in Bad Aussee ansässig.

### Landwirtschaft
Durch die frühe Industrialisierung (Salzbergbau) spielt die Landwirtschaft seit Langem eine untergeordnete Rolle. Heute gibt es kaum noch Vollerwerbslandwirte in der Gemeinde.

### Sicherheitsinfrastruktur
Bad Aussee verfügt über eine größere Polizeiinspektion.
Das Bezirksgericht wurde 2004 geschlossen.
Über das gesamte Gemeindegebiet verteilt existieren fünf Freiwillige Feuerwehren sowie im Unternehmen Rigips eine Betriebsfeuerwehr.

### Technische Infrastruktur
Es gibt ein modernes Altstoffsammelzentrum mit angeschlossener Deponie und eine Kläranlage. Das örtliche E-Werk und der regionale Energieversorger betreiben mehrere Kraftwerke zur elektrischen Versorgung.

### Sport
Wichtigster Vertreter des Ausseer Sports war lange Zeit der Fußballklub SV Bad Aussee. Dieser 1932 gegründete Verein stieg im Jahr 2007 von der Regionalliga Mitte in die Erste Liga auf und feierte damit den größten Erfolg der Vereinsgeschichte. Heimstadion ist das Panoramastadion in der Nähe des Bahnhofs. Letzter Präsident des SV Bad Aussee war der deutsche Arbeitgeberpräsident Dieter Hundt. Der SV Bad Aussee war zur Zeit der Zugehörigkeit zur Ersten Liga der größte Werbeträger der Stadtgemeinde Bad Aussee mit einem Werbewert von etwa 1,9 Mio. Euro. Nach Ausgleich und Auflösung des Vereines entstand in Kooperation mit dem FC Altaussee der FC Ausseerland als neuer Verein in Bad Aussee. Das Präsidium besteht aus dem Industriellen Hans Christof und dem ehemaligen steirischen Landesrat Günter Dörflinger.
In Bad Aussee befand sich ehemals auch eine Skisprungschanze, die aber mittlerweile abgerissen wurde. Aufnahmen der Anlage sind in dem Dokumentarfilm Die große Ekstase des Bildschnitzers Steiner zu sehen.

## Kultur und Sehenswürdigkeiten
Bauwerke

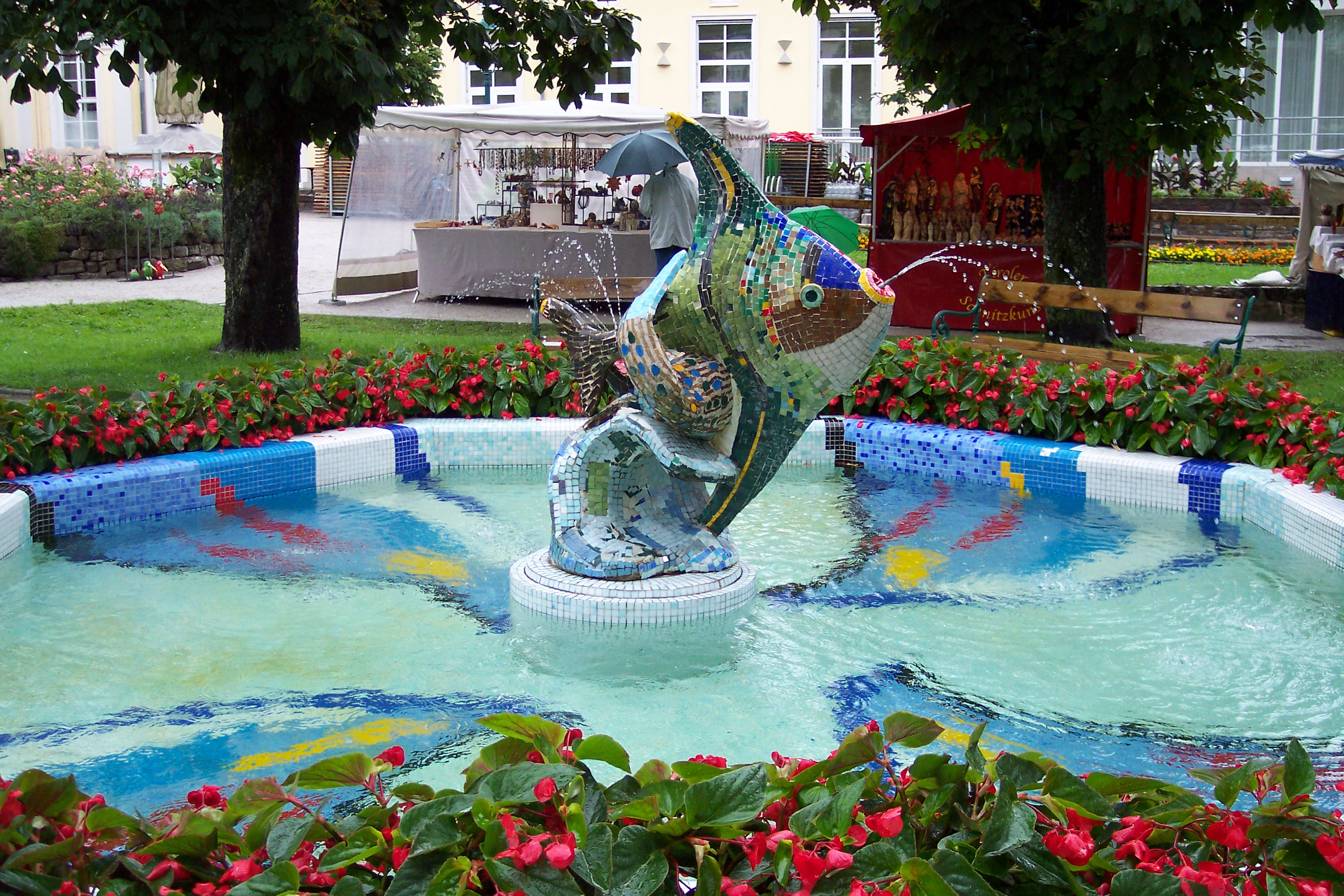
Der Fisch-Brunnen auf dem Kurhaus-Platz

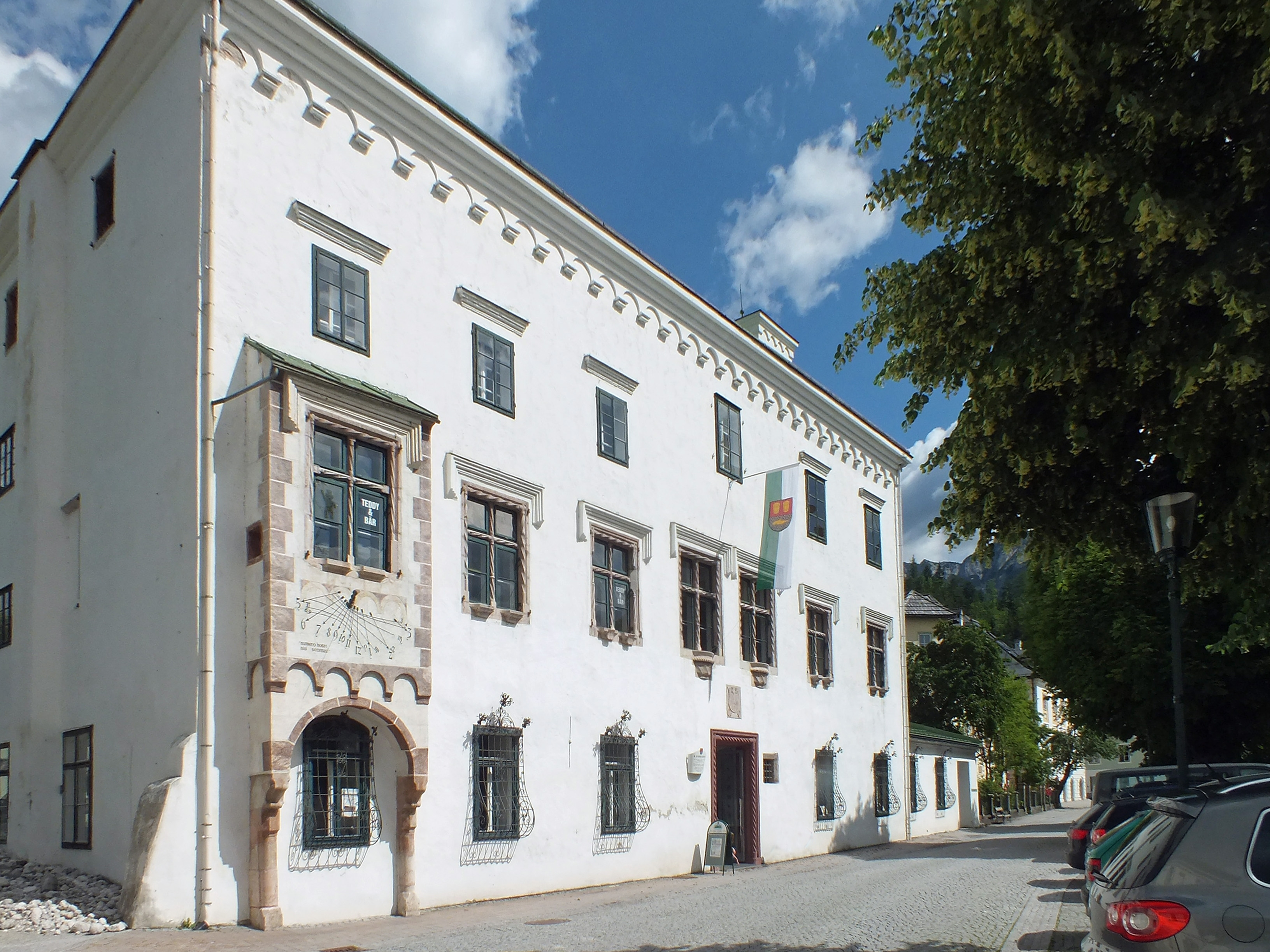
Der Kammerhof, jetzt Heimatmuseum

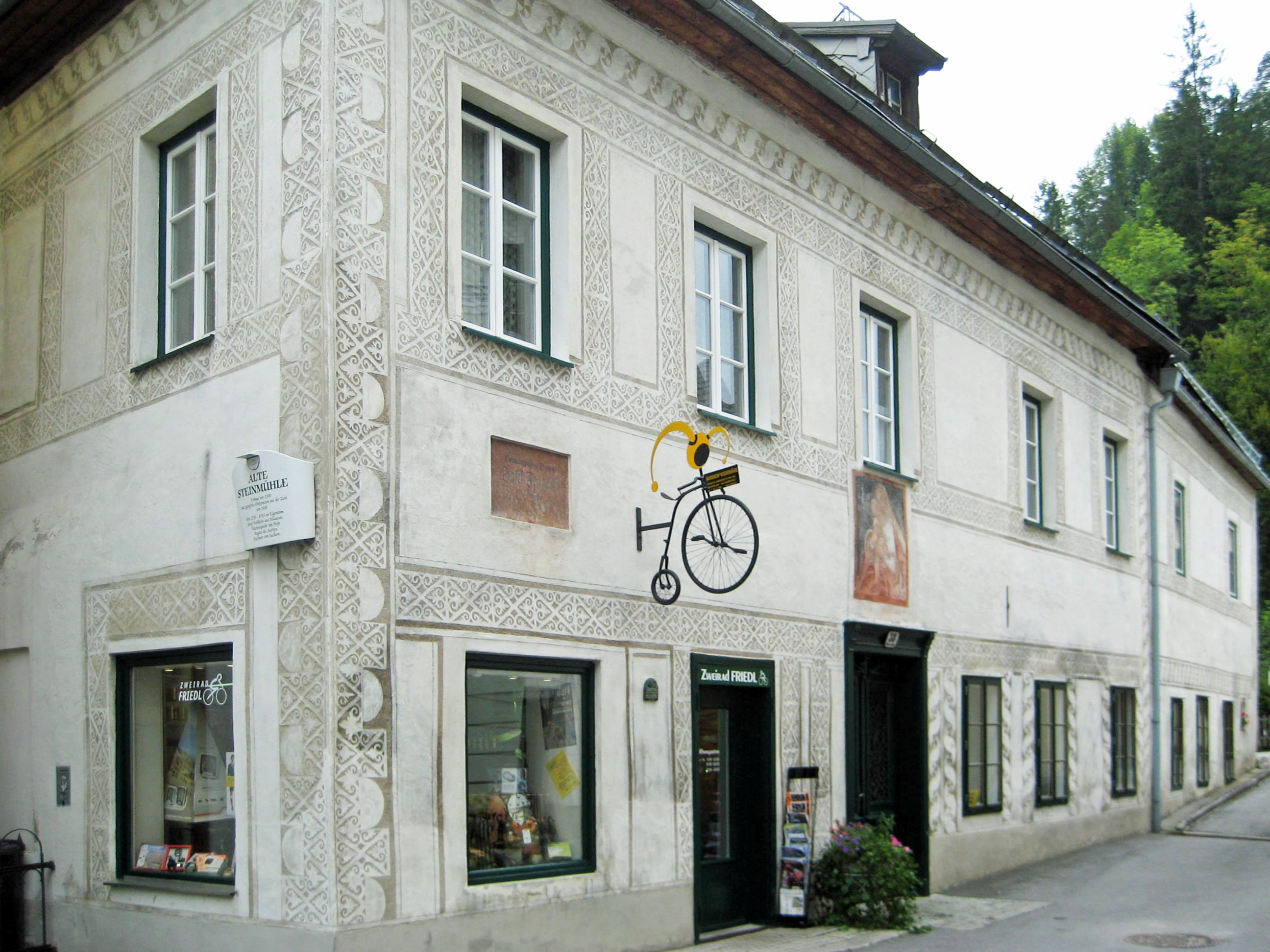
Alte Steinmühle mit Sgraffito-Dekoration

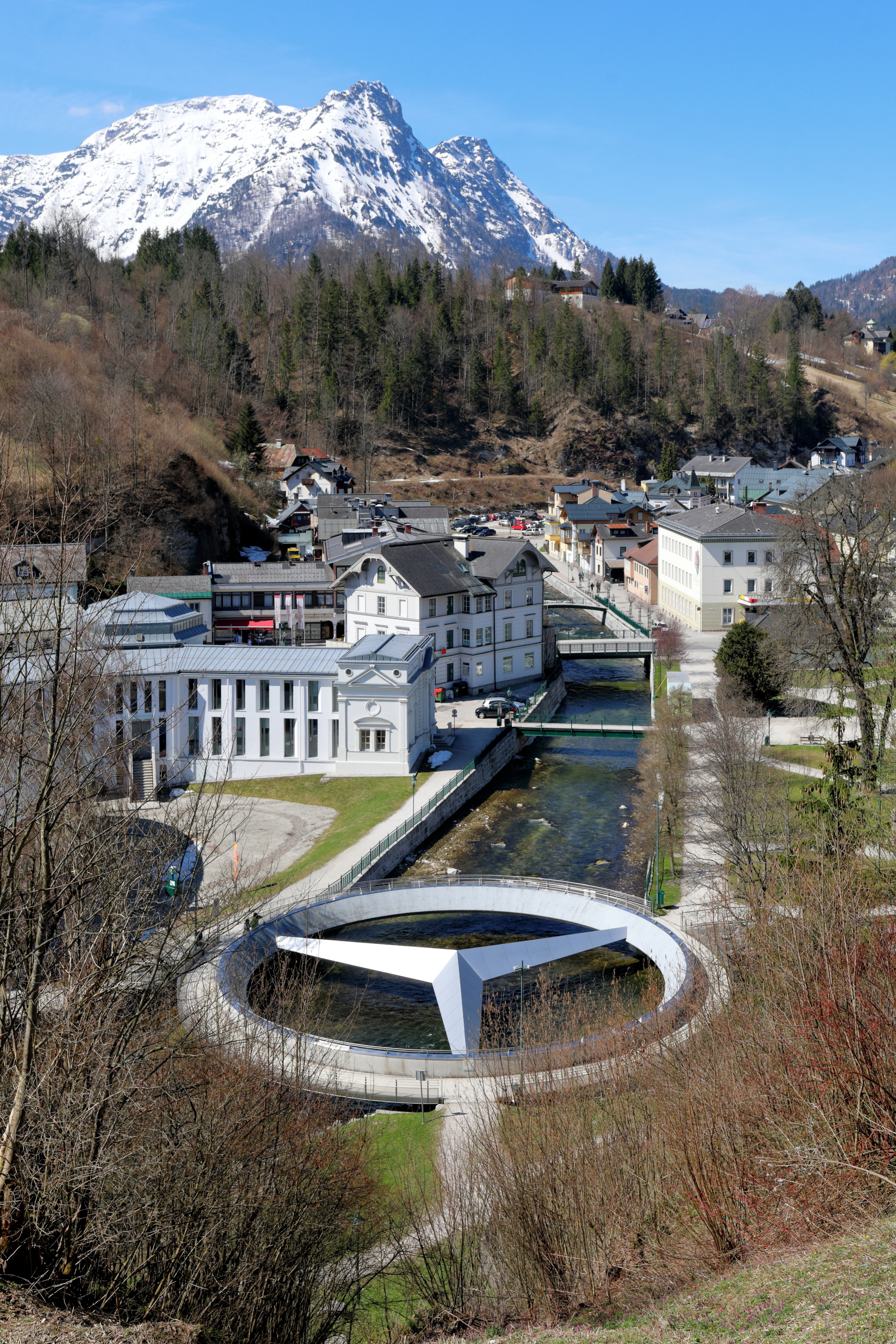
Mercedes-Brücke

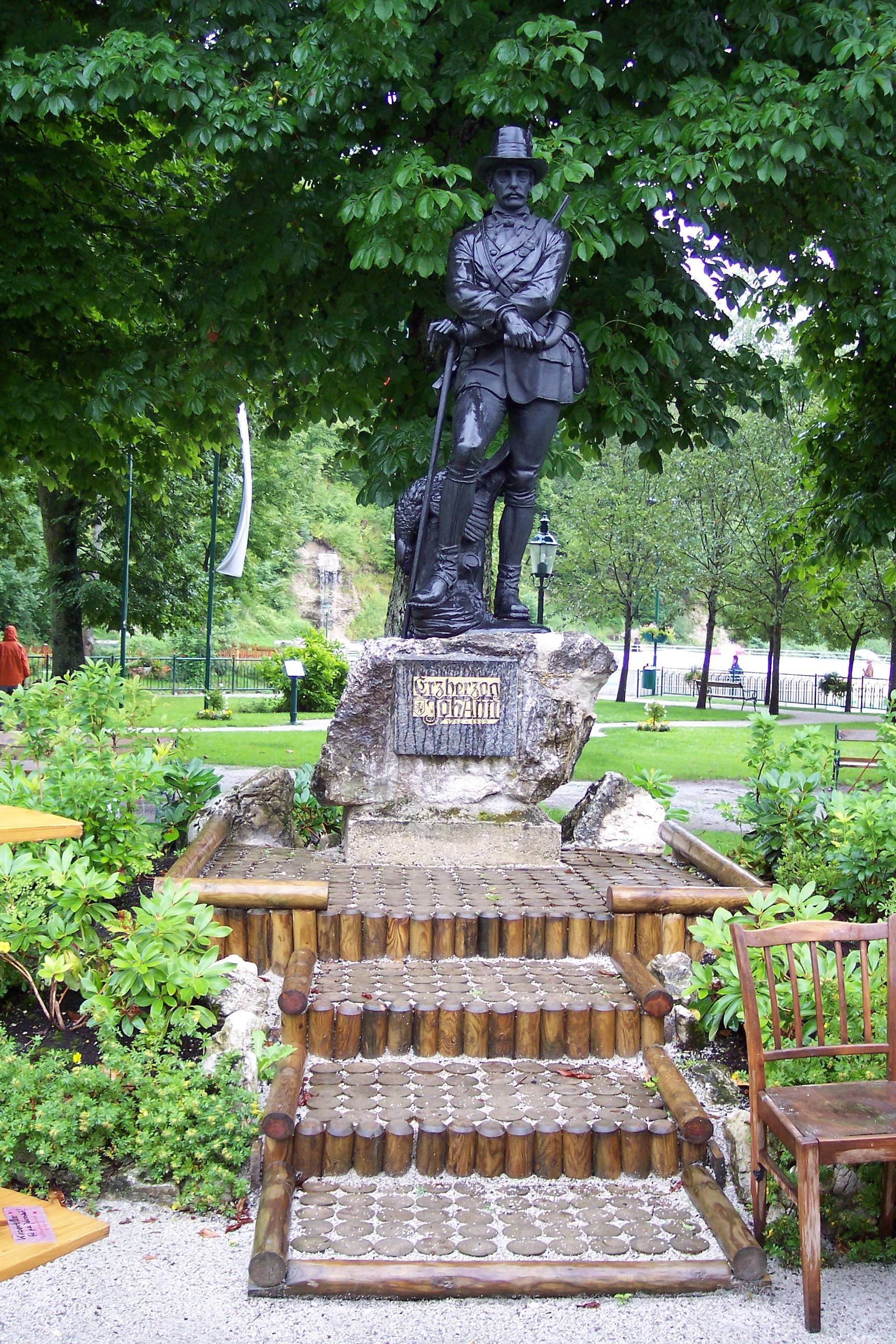
Erzherzog-Johann-Denkmal

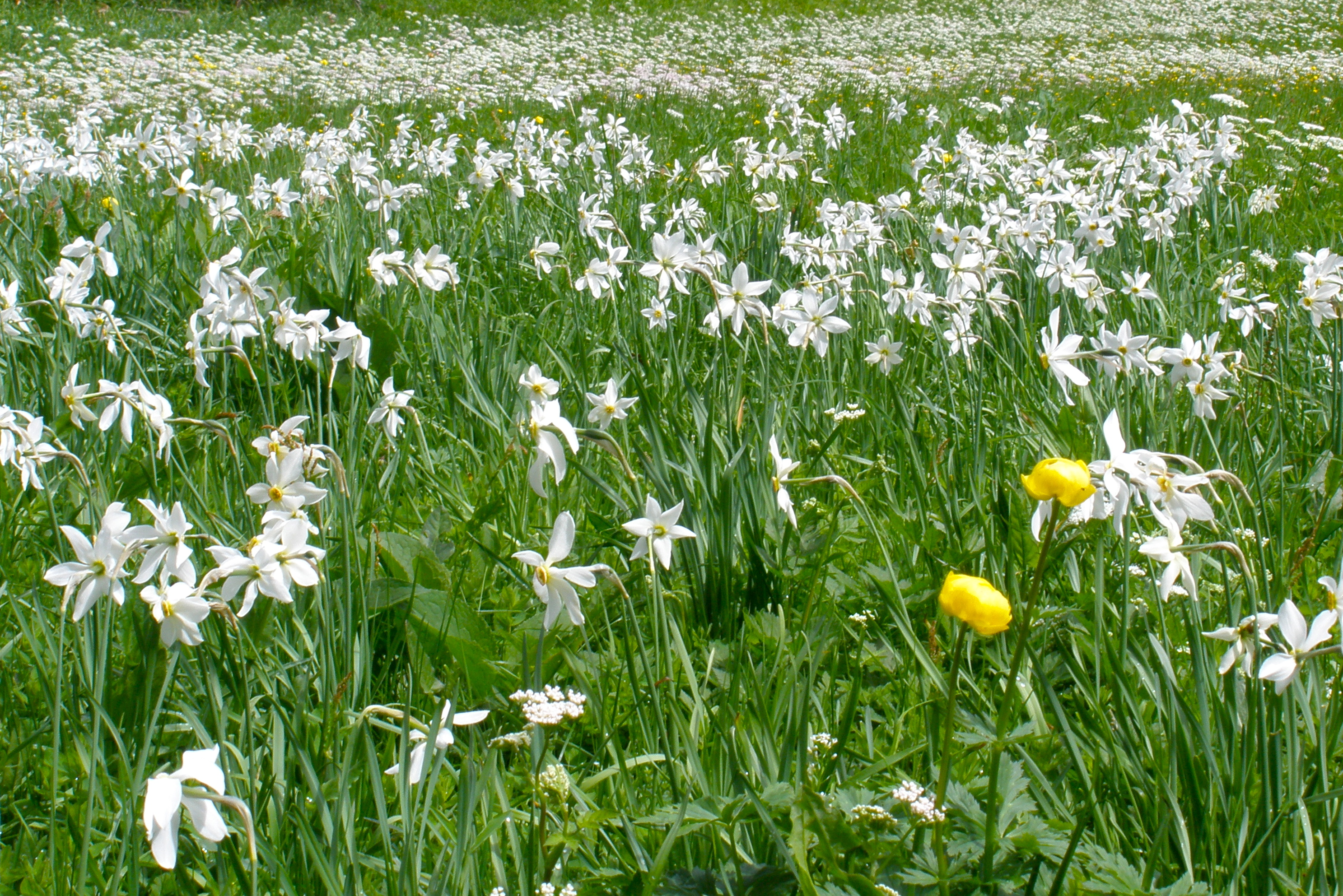
Narzissenwiese

- Katholische Pfarrkirche Bad Aussee Pauli Bekehrung: Erstmals erwähnt um 1300, mit einer gotischen Marienstatue vom Typus „Schöne Madonna“ und einem Sakramentshäuschen aus dem frühen 16. Jahrhundert.
- Heilig Geist Kirche: Die Kirche diente dem ehemaligen Salinenspital als Kapelle und hat einen vom Kaiser Friedrich III. (HRR) gestifteten Flügelaltar.
- Evangelische Pfarrkirche Bad Aussee: 1908 geweiht und 1921 zur Pfarrkirche erhoben.
- Der Kammerhof wurde 1395 erstmals urkundlich erwähnt und war bis 1926 der Amtssitz des Salzamtes. Eine Besonderheit des Kammerhofs ist der Kaisersaal mit seinen Freskomalereien (1740–1756), in dem Kaiser Friedrich III. und Kaiser Maximilian übernachtet haben.
- Zu den unter Denkmalschutz stehenden Gebäuden gehört die Alte Steinmühle, deren Bau vor 1500 begonnen wurde. Eine Besonderheit ist die Sgraffito-Dekoration, die aus der Zeit um 1600 stammt. Im 18. Jahrhundert gehörte das Gebäude dem aus Bad Aussee stammenden Josef Fröhlich, der am Hof von August dem Starken, dem König von Sachsen, Taschenspieler wurde.

Museen
- In Bad Aussee befindet sich mit dem Kammerhofmuseum das zentrale Museum der Region. Es besitzt umfangreiche Sammlungen zur Geschichte und Volkskultur des Ausseerlandes. Die Sammlung setzt Schwerpunkte auf Archäologie, Salz- und Ortsgeschichte, Tracht, Volksmusik, Brauchtum, Fossilien und Höhlenkunde. Der Alpengarten Bad Aussee präsentiert klassische Alpenflora und Pflanzen aus anderen hochalpinen Regionen der Welt.[18]
- Das private Lotus-Museum in Bad Aussee bietet Einblick in die Welt des Automobilherstellers Lotus.[19]
- Schaubergwerk des Altausseer Salzbergwerks: In Räumlichkeiten des Schaubergwerks Altaussee findet in den Sommermonaten jeweils die Ausstellungsreihe Kunst am Steinberg statt. Der Kaiserliche Stall in Grundlsee wird in den Sommermonaten ebenfalls für Ausstellungen genutzt.
- Weitere Museen im Ausseerland sind
  - das Literaturmuseum Altaussee
  - die Salzwelten Altaussee

2005 wurde in Bad Aussee die steirische Landesausstellung unter dem Motto „Narren und Visionäre – mit einer Prise Salz“ veranstaltet. Der Titel spielt auf das vielfältige Brauchtum an, so wie zum Beispiel die Trommelweiber während der Faschingszeit.
Seit 1880 steht in Bad Aussee die Autodynamische Uhr, entwickelt von Friedrich von Lössl.
Naturdenkmäler
- Klamm und Wasserfälle am Teichengrabenbachs sind geschützte Naturdenkmäler (Listeneintrag).

Sonstiges
Im Frühjahr 2005 wurde die über dem Zusammenfluss der Grundlseer- und Altausseertraun errichtete begehbare Brücke in Form eines Mercedes-Sternes eröffnet, die Mercedes-Brücke.
Sehenswert ist auch der Chlumeckyplatz (auch Oberer Markt). Hier findet einmal wöchentlich (Ende März bis Ende November) ein kleiner Markt statt.
Im Kurpark befinden sich ein bunter Fisch-Brunnen und das Erzherzog-Johann-Denkmal.
Bad Aussee bezeichnet sich öfters als der geografische Mittelpunkt Österreichs, was auf ein 1949 durchgeführtes Preisausschreiben samt Gutachten zurückzuführen ist. Anlässlich des 40-jährigen Jubiläums dieses Ereignisses wurde 1989 der Mittelpunktstein im Stadtkurpark enthüllt. Aktuelle computergestützte Berechnungen, basierend auf grundstücksgenauen Grenzdaten der Staatsgrenze, bestimmten den geografischen Mittelpunkt Österreichs hingegen im Gemeindegebiet von Stainach-Pürgg.
Bad Aussee erhielt den Titel Alpenstadt des Jahres 2010. Bad Aussee wird damit als Mittlerin zwischen Stadt und dem Umland im Salzkammergut und für ihre aktive Wahrnehmung der Alpenkonvention ausgezeichnet.
Von der Tressensteinwarte, welche 2013 am Gipfel des zentral zwischen Altausseer See und Bad Aussee gelegenen Tressensteins errichtet wurde, bietet sich ein ausgezeichneter Blick auf Bad Aussee, sowie ein Rundblick über das gesamte Ausseerland.
Bad Aussee gilt auch als Trachtenhochburg, in mehreren Geschäften kann sowohl traditionelle als auch moderne Tracht erstanden werden. Im Ausseerland ist das Tragen der Tracht immer noch weit verbreitet und auch im Alltag üblich.
In Bad Aussee gibt es nicht nur vier Jahreszeiten. Der Fasching gilt als die „fünfte Jahreszeit“. Trommelweiber, Flinserln und Maschkera machen im Ortszentrum ein buntes Bild. In allen Ortsteilen finden von Donnerstag bis Faschingdienstag verschiedenste Faschingsveranstaltungen statt.
Beim Landesblumenschmuckbewerb „Die Flora“|19 erhielt Bad Aussee als eine der sieben steirischen Städte eine Gesamtzahl von fünf Floras und zählt damit zu den Gewinnern des Bundeslandes.

## Freizeit
Das Narzissenbad ist ein Solebad mit Saunalandschaft.

## Persönlichkeiten

### Ehrenbürger der Gemeinde
- Felix Veth († 1929), Arzt[22]
- Berthold Großauer († 1955)[23]
- 1976: Friedrich Niederl (1920–2012), Landeshauptmann der Steiermark 1971–1980[24]
- 1976: Franz Wegart (1918–2009), Landeshauptmann-Stellvertreter[25]

### Söhne und Töchter der Gemeinde
- Maurus Oberascher (1628–1697), katholischer Theologe und Benediktinerabt
- Anna Plochl (1804–1885), Ehefrau von Erzherzog Johann
- Michael Moser (1853–1912), Fotograf
- Josef Calasanz Poestion (1853–1922), Skandinavist
- Gunther Burstyn (1879–1945), Techniker und Offizier der k.u.k. Armee
- Albrecht Gaiswinkler (1905–1979), Widerstandskämpfer gegen den Nationalsozialismus
- Albert Hofbauer (1910–1991), Politiker (SPÖ)
- Kurt Eigl (1911–2009), Drehbuchautor, Journalist, Schriftsteller und Verleger
- Karl Amon (1924–2017), Kirchenhistoriker
- Elly Lieber (1932–2020), Rennrodlerin
- Gerlinde Haid geb. Hofer (1943–2012), Volkskundlerin, Forscherin zum alpenländischen Liedgut
- Klaus Maria Brandauer (* 1943), Schauspieler und Regisseur, Professor am Max-Reinhardt-Seminar
- Peter Rastl (* 1945), Informatiker, gilt als „Vater des Internets“ in Österreich
- Alfred Komarek (1945–2024), Schriftsteller
- Evelyn Kuwertz (* 1945), deutsche Malerin
- Karl Kaspar Trikolidis (1947–2022), österreichisch-griechischer Dirigent
- Manfred Nowak (* 1950), Jurist und UN-Sonderberichterstatter über Folter
- Csaba Székely (* 1951), Eisenbahnmanager und Verkehrswissenschafter
- Theodor Binna (* 1956), Politiker
- Irmtraud Fischer (* 1957), Theologin
- Ernst Grieshofer (* 1960), Jazz- und Fusionmusiker
- Alfred Jaklitsch (* 1960), Musiker, Komponist, Gründer der Band Die Seer
- Hubert Neuper (* 1960), Skispringer und Sportmanager
- Harald Riedl (* 1961), Vielseitigkeitsreiter
- Andreas Bruchhäuser (* 1962), deutscher Maler
- Peter Hinterdorfer (* 1963), Physiker
- Martina Kaller-Dietrich (* 1963), Historikerin und Lateinamerikanistin
- Thomas Loidl (* 1964), Diplomat, Botschafter in Vietnam
- Johanna Köberl (* 1965), Politikerin (SPÖ)
- Gerhard Friedl (1967–2009), Filmemacher
- Martin Scheutz (* 1967), Historiker
- Ulla Weigerstorfer (* 1967), Miss Austria und Miss World 1987
- Christian Ortner (* 1969), Historiker und Museumsdirektor
- Nadja Wallaszkovits (* 1969), Tontechnikerin und Hochschullehrerin
- Barbara Wolfgang-Krenn, geb. Krenn (1969–2019), Unternehmerin und Politikerin (ÖVP)
- Ernst Gottschmann (* 1971), Musiker
- Martin Zauner (* 1971), österreichischer Politiker (FPÖ)
- Flow Bradley (* 1974), Sänger und Komponist
- Klaus Schrottshammer (* 1979), Geschwindigkeitsskifahrer

### Personen mit Bezug zur Gemeinde
- Franz Ferweger (1758–1830), erster studierter Arzt Bad Aussees, in Bad Aussee verstorben
- Eduard von Feuchtersleben (1798–1857), Bergbauingenieur und Literat, in Bad Aussee verstorben
- Joseph von Schmerling (1806–1884), Offizier, in Bad Aussee verstorben
- Marie von Najmájer (1844–1904), Schriftstellerin, in Bad Aussee verstorben
- Clara Schreiber (1848–1905), wirkte entscheidend mit bei der Gründung und Leitung des Sanatoriums Alpensee
- Max Cordignano (1851–1898), Architekt und Baumeister; lebte, arbeitete und starb in Bad Aussee
- Karl Benyovszky (1886–1962), Schriftsteller und Journalist; lebte und starb in Bad Aussee
- Adolf Albrecht Friedländer (1870–1949), Psychiater, in Bad Aussee verstorben
- Oskar Strnad (1879–1935), Architekt, Designer und Bühnenbildner, in Bad Aussee verstorben
- Hugo Cordignano (1882–1959), Musiker und Künstler; lebte und arbeitete in Bad Aussee
- Heinz Hanus (1882–1972), Spielfilmregisseur und Drehbuchautor, in Bad Aussee verstorben
- Rudolf Forster (1884–1968), Schauspieler, in Bad Aussee gestorben und begraben
- Friedrich Czermak (1890–1960), Geologe, in Bad Aussee verstorben
- Emmy Haesele (1894–1987), Grafikerin und Malerin, lebte von 1948 bis 1956 in Bad Aussee
- Hans Gielge (1901–1970), Lehrer, Kulturaktivist, Volksliedsammler und Mundartdichter in Bad Aussee
- Werner Ostendorff (1903–1945), deutscher SS-Offizier, in Bad Aussee verstorben
- Erich Bielka (1908–1992), Diplomat und Politiker, in Bad Aussee verstorben
- Herbert von Karajan (1908–1989), Dirigent, lebte u. a. in Bad Aussee
- Wilhelm Höttl (1915–1999), SS-Offizier, Leiter der Privatmittelschule Bad Aussee
- Hans Bürkle (1919–1993), Politiker (ÖVP), in Bad Aussee verstorben
- Jutta Bornemann (1920–1999), Schauspielerin und Drehbuchautorin, in Bad Aussee verstorben
- Josef Hans Grafl (1921–2008), Widerstandskämpfer gegen den Nationalsozialismus, lebte und starb in Bad Aussee
- Dieter Hundt (* 1938), deutscher Unternehmer, Arbeitgeberfunktionär und Fußballfunktionär, lebt u. a. in Bad Aussee und war Präsident des SV Bad Aussee
- Heidemarie Lex-Nalis (1950–2018), Pionierin der Elementarpädagogik in Österreich, lebte lange Jahre in Bad Aussee
- Simone Kopmajer (* 1981), Jazzsängerin, in Bad Aussee aufgewachsen

## Städte- und Gemeindepartnerschaften
| Stadt                        | Land        | seit |
| ---------------------------- | ----------- | ---- |
| Ludwigshafen – Oppau         | Deutschland | 1976 |
| Plaisir (Ile de France)      | Frankreich  | 1979 |
| Úsov-Mährisch Ausse (Olmütz) | Tschechien  | 1991 |